# ان رامنی
ان لویس دیویس (به انگلیسی: Ann Lois Davies) (زاده ۱۶ آوریل ۱۹۴۹ در بلوم فیلد هیلز ایالت میشیگان) همسر میت رامنی کاندیدای ریاست جمهوری ۲۰۱۲ آمریکا است.

## زندگی‌نامه
خانواده‌اش غیر مذهبی بود و پدرش مقاطعه کار و شهردار سابق شهر بلوم فیلد هیلز با اصلیت ولزی است. از سن ۱۵ سالگی ارتباط ان دیویس و میت رامنی آغاز می‌شود و دو سال بعد ان به مذهب همسرش مورمون می‌گرود و در سال ۱۹۶۹ با هم ازدواج می‌کنند و صاحب ۵ پسر می‌شوند که بین سالهای ۱۹۸۱–۱۹۷۰ به دنیا آمدند.
اولین فرزند این زوج در ۱۹۷۰، هنگامی که هر دو دانشجوی کارشناسی در بریگهم یانگ (میت به درخواست او بدانجا انتقالی گرفته بود) بودند متولد شد. در تحصیلات او به دلیل مادر شدن وقفه افتاد و بعداً تحصیل اش را از راه دروس شبانه مدرسه تکمیلی دانشگاه هاروارد تمام کرد.
او که زنی خانه‌دار بود برای مدت کوتاهی وارد کارهای سیاسی در حد محلی در شهر بلمونت ماساچوست شد و سپس فقط به تربیت پنج پسر (تاگارت، مت، جاش بن و کریگ) پرداخت. والدین اش از او بابت ازدواج و تشکیل خانواده‌ای بزرگ در آن سن کم خرده گرفتند.
در کنار همسرش در جریان انتخابات فرماندار ماساچوست سخنرانی بسیار ساده انگارانه‌ای کرد و سپس در مصاحبه‌ای توضیح داد که همسرش یرای خرج تحصیلش برای آنکه مجبور به کار کردن یا گرفتن وام نباشد سهام بورسی را که همسرش از پدرش به ارث برده بود فروخته‌است. بعد از شکست در این انتخابات گفت که هرگز در کار سیاسی دخالت نخواهد کرد با این حال حضور جدی او در مبارزات انتخاباتی ریاست جمهوری آمریکا تلاشی است تا از میت رامنی میلیونر، چهره‌ای دوست داشتنی و خانواده دوست ارائه دهد.
بین سالهای ۲۰۰۷–۲۰۰۳ بانوی اول ایالت ماساچوست بود.

## بیماری
از سال ۱۹۹۸ مبتلا به بیماری ام اس و سپس سرطان پستان است.

## انتخابات ۲۰۱۲
روز سه شنبه ۲۸ اوت ۲۰۱۲ در نخستین روز گردهمایی انتخاباتی جمهوری خواهان برای شرکت در انتخابات ریاست جمهوری آمریکا که در تمپا فلوریدا برگزارشد و میت رامنی با کسب آرای لازم به عنوان کاندیدای رسمی حزبش پذیرفته شد تا در ماه نوامبر با رقیب خود باراک اوباما رقابت کند، ان رامنی در محل گردهمایی سخنرانی کرد و بیشتر به زندگی خصوصی خود پرداخت. وی گفت که ۴۳ سال است که ازدواج کرده‌اند و همسرش در این سالها به او کمک کرده تا با بیماری ام اس و سرطان پستان مبارزه کند.